# Ольховка (река, впадает в Охотское море)
Ольхо́вка — река на северо-западе Камчатского края в России. Длина реки — 30 км. Протекает по территории Пенжинского района Камчатского края.
Начинается на южном склоне горы Ориентир. Течёт в общем юго-восточном направлении по заболоченной, обильной озёрами, равнине, сильно петляет. Впадает в Охотское море. Ширина реки в нижнем течении — 5 метров, глубина — 40 сантиметров.
Основные притоки — ручьи Кустарниковый, впадающий слева и Спокойный (правый).

## Данные водного реестра
По данным государственного водного реестра России относится к Анадыро-Колымскому бассейновому округу, водохозяйственный участок реки — бассейны рек Охотского моря от западной границы бассейна реки Пенжина до южной границы бассейна реки Тахтаяма. Речной бассейн реки — бассейны рек Охотского моря от Пенжины до хребта Сунтар-Хаята.
Код объекта в государственном водном реестре — 19100000112120000052542.